# Lovin' Song
『Lovin' Song』（ラヴィン・ソング）は、2024年2月21日に発売されたスキマスイッチの27枚目となるシングル。

## 解説
- 26thシングル「青春」から約4年7か月ぶりのリリース。
- 初回限定盤・通常盤の2種類同時発売。初回限定盤はBlu-ray付属[1]。
- 「Lovin' Song」は配信シングルとして2024年1月6日から先行配信されている。

## 収録曲
1. Lovin' Song
  - テレビ朝日金曜ナイトドラマ『おっさんずラブ-リターンズ-』主題歌[2]
  - 楽曲のテーマは『おっさんずラブ-リターンズ-』の作品の雰囲気をモチーフに「90'sなサウンド」[1]。
  - MVは『おっさんずラブおっさんずラブ-リターンズ-』のロケ地で撮影されている。監督は「Revival」に続き、ドラマの監督を務めたYuki Saitoが務めた。終盤には林遣都がカメオ出演している[3]。
2. Revival（Live Full Course 2022 at Nippon Budokan[22.12.22]）
  - 2022年12月22日に日本武道館で開催した「スキマスイッチ “Live Full Course 2022”〜20年分のライブヒストリー〜」のライブ音源。
  - 『新空間アルゴリズム』に収録されているオリジナル音源がバンドサウンドであるのに対し、こちらは2人だけで演奏したものであり、アコースティックなアレンジとなっている[4]。
3. Revival（TOUR 2020-2021 Smoothie at Nagoya Century Hall[21.1.29]）
  - 2021年1月29日にセンチュリーホールで開催された「TOUR 2020-2021 “Smoothie”」の名古屋公演のライブ音源。
  - オリジナル音源と異なり、AOR調のアレンジとなっている[5]。
4. Lovin' Song（Instrumental）

## 初回限定盤 特典Blu-ray収録内容
- Documentary of SUKIMASWITCH 2023 in London
- Special Live at Asylum Chapel
  - 「奏（かなで）」
  - 「藍 〜僕たちの色彩〜」

## 演奏
Lovin' Song
- 大橋卓弥：Vocal & Chorus
- 常田真太郎：Piano & All Other Instruments
- 山本タカシ：Electric Guitar
- 種子田健：Bass
- 吉田佳史（TRICERATOPS）：Drums
- 弦一徹ストリングス：Strings

Revival (Live Full Course 2022 at Nippon Budokan[22.12.22])
- 大橋卓弥：Vocal & Acoustic Guitar
- 常田真太郎：Piano

Revival (TOUR 2020-2021 Smoothie at Nagoya Century Hall[21.1.29])
- 大橋卓弥：Vocal & Acoustic Guitar
- 常田真太郎：Piano
- 石成正人：Electric Guitar
- 種子田健：Bass
- 村石雅行：Drums
- 浦清英：Keyboards
- 松本智也：Percussion
- 本間将人：Saxophone
- 田中充：Trumpet

## プロモーション

### キャンペーン
- 購入する対象店舗に応じて先着で購入特典がプレゼントされた。
- Amazon、UNIVERSAL MUSIC STOREでは、期間内の予約者から抽選メッセージ付きの特典をプレゼントした。

| 対象店舗                                  | 特典内容                          |
| ----------------------------------------- | --------------------------------- |
| Amazon.co.jp                              | 商品絵柄のメガジャケ（24cm×24cm） |
| 楽天ブックス                              | ポストカード（絵柄1種）           |
| タワーレコード・HMV                       | ジャケット絵柄カンバッチ          |
| UNIVERSAL MUSIC STOREほか一部のCDショップ | ステッカー                        |

### テレビ出演
| 番組名                   | 日付          | 放送局     | 演奏曲       |
| ------------------------ | ------------- | ---------- | ------------ |
| ひるおび                 | 2024年2月16日 | TBS        | -            |
| ミュージックステーション | 2024年2月16日 | テレビ朝日 | Lovin' Song  |
| ミュージックステーション | 2024年2月16日 | テレビ朝日 | ボクノート   |
| ミュージックフェア       | 2024年2月17日 | フジテレビ | 奏（かなで） |
| ミュージックフェア       | 2024年2月17日 | フジテレビ | Lovin' Song  |
| ぽかぽか                 | 2024年2月22日 | フジテレビ | -            |
| プレミセ!                | 2024年2月23日 | NHK BS     | Lovin' Song  |
| プレミセ!                | 2024年2月23日 | NHK BS     | ガラナ       |
| プレミセ!                | 2024年2月23日 | NHK BS     | 全力少年     |
| CDTVライブ!ライブ!       | 2023年2月26日 | TBS        | Lovin' Song  |
| うたコン                 | 2024年2月27日 | NHK総合    | Lovin' Song  |

- 演奏曲の太字は収録曲。

## Lovin' Song（配信シングル)

### 解説
- 『Lovin' Song』は、スキマスイッチの配信リリース作品。
- 配信シングルとしては「コトバリズム」以来4カ月ぶり。

### 収録曲
1. Lovin' Song
作詞・作曲：スキマスイッチ
  - テレビ朝日金曜ナイトドラマ『おっさんずラブ-リターンズ-』主題歌[2]

## ライブ映像作品
| 曲名        | 発売年 | 作品名                                                   |
| ----------- | ------ | -------------------------------------------------------- |
| Lovin' Song | 2025年 | スキマフェス                                             |
| Lovin' Song | 2025年 | スキマスイッチ TOUR 2024-2025 “A museMentally” THE MOVIE |
| Revival     | -      | →「 Revival#ライブ映像作品 」を参照                      |

## 収録アルバム
| 曲名        | 発売年 | 作品名                                         | 分類       |
| ----------- | ------ | ---------------------------------------------- | ---------- |
| Lovin' Song | 2024年 | A museMentally                                 | オリジナル |
| Lovin' Song | 2025年 | スキマスイッチ TOUR 2024-2025 “A museMentally” | ライブ     |
| Revival     | -      | →「 Revival#収録アルバム 」を参照              | -          |